# رودريغو سابيا
رودريغو سابيا هو لاعب كرة قدم برازيلي في مركز الدفاع، ولد في 3 سبتمبر 1992 في موجي غواكو في البرازيل. لعب مع باوليستا وغراميو اساسكو اوداكس اسبورت كلوب وغريميو بورتو أليغرينزي ونادي اتلتيكو سوروكابا ونادي موجي ميريم.

## وصلات خارجية
- رودريغو سابيا على موقع قاعدة بيانات كرة القدم.إي يو (الإنجليزية)
- رودريغو سابيا على موقع Soccerway.com (الإنجليزية)